# حمد القاضي
حَمَد القاضي (ولد 1369 هـ / 1948 م) كاتب وإعلامي سعودي وعضو مجلس الشورى السعودي. الأمين العام لمجلس أمناء مؤسسة الشيخ حمد الجاسر الثقافية الخيرية، مهتم بالشعر والأدب والثقافة ومحاور تلفازي.

## ولادته وتحصيله
ولد حَمَد بن عبد الله بن سليمان القاضي في محافظة عنيزة بمِنطَقة القصيم بالمملكة العربية السعودية، عام 1369هـ / 1948م، وتنتمي أسرته القاضي إلى فخذ الوُهَبة من قبيلة بني تميم. نشأ وتعلَّم فيها حتى حصوله على الشهادة الثانوية، ثم حصل على شهادة الإجازة الجامعية (بكالوريوس) من كلية اللغة العربية بالرياض (جامعة الإمام فيما بعد) عام 1391هـ/ 1971م، وعلى شهادة الماجستير في اللغة العربية وآدابها من كلية اللغة العربية بجامعة الأزهر عام 1395هـ/ 1975م.

## عمله ووظائفه
عمل في المجلة العربية سكرتيرًا للتحرير فمديرًا للتحرير فرئيسًا للتحرير من 1401- 1428هـ/ 1981- 2007م، وعمل مديرًا عامًّا للعَلاقات العامة والإعلام بوِزارة العمل والشؤون الاجتماعية، وملحقًا ثقافيًّا بوِزارة التعليم العالي. واختِيرَ عضوًا في مجلس الشورى من 1422 إلى 1434هـ. وتولى رئاسة لجنة الثقافة والإعلام والشباب بمجلس الشورى عامي 1425 و1426هـ.
وهو عضو في كثير من الهيئات والمؤسسات الثقافية والإعلامية والخيرية، من ذلك: عضو لجنة الإعلام التربوي بوزارة التربية والتعليم (وزارة التعليم حاليًّا)، وعضو لجنة البِر الخيرية بعُنَيزة، وعضو الجمعية السعودية العلمية للغة العربية، وعضو نادي الرياض الأدبي، وعضو مؤسسة صحيفة عُكاظ للصِّحافة والنشر، وعضو رابطة الأدب بجمهورية مصر العربية، وعضو الهيئة الاستشارية بمؤسسة الفكر العربي ببيروت، وعضو لجنة المَشورة بالمِهرجان الوطني للتراث والثقافة عدَّة دورات.
وهو الأمين العام لمجلس أمناء مؤسسة الشيخ حمد الجاسر الثقافية، والمستشار الثقافي وعضو الهيئة الاستشارية لكرسي غازي القصيبي للدراسات الثقافية والتنموية، وعضو مجلس إدارة مؤسسة عُكاظ للصِّحافة والنشر التي تُصدر صحيفة الوطن، وعضو مجلس أمناء مركز الملك عبد الله الدولي لخدمة اللغة العربية. وصاحب دار القمرين للنشر والإعلام، أسهم في ميدان الكتابة الثقافية والاجتماعية في الصُّحف والمجلَّات، وله زاوية أسبوعية في صحيفة الجزيرة السعودية.
شارك في العديد من الندَوات والمؤتمرات الثقافية والإعلامية داخل المملكة وخارجها، وله نشاط ثقافي وإعلامي في وسائل الإعلام المرئي والمسموع، وألقى محاضرات في الشؤون الاجتماعية والأدبية. وشارك بالحوار الوطني الخامس الذي صاغ الرؤيةَ الوطنية للتعامل مع الآخر.

## مؤلفاته
أصدر عددًا من الكتب وهي مرتبة حسب تاريخ الصدور:
1. الشيخ حسن آل الشيخ: الإنسان الذي لم يرحل.
2. أشرعة للوطن والثقافة.
3. رؤية حول تصحيح صورة بلادنا وإسلامنا باللغتين العربية والإنجليزية.[4]
4. غاب تحت الثرى أحبَّاء قلبي.
5. الثقافة الورقية في زمن الإعلام الرقمي.
6. قراءة في جوانب د. غازي القصيبي الإنسانية.
7. د. عبد العزيز الخويطر: وَسْمٌ على أديم النزاهة والوطن.
8. مرافئ على ضفاف الكلمة.

لديه كتب مخطوطة معدَّة للنشر منها:
1. من حديث الروح.
2. جداول.
3. لسنا قدِّيسين لكن لسنا أبالسة.

#### صدر عنه
- حمد القاضي فارس الثقافة والأخلاق، للباحث يوسف العتيق، عن ملتقى الورَّاق بالرياض.

## البرامج التلفازية
عرف عن القاضي بأنه محاور ثقافي واشتهر بمحاورة الكثير من المثقفين والأدباء والشعراء العرب من خلال برامج تلفزيونية أشهرها برنامج «رحلة الكلمة»  والذي كان يعرض على التلفزيون السعودي منذ السبعينيات الميلادية وتوقف البرنامج عام 1422  حينما أصبح القاضي عضو مجلس الشورى السعودي.

## قالوا عنه
- الدكتور عبد العزيز الخويطر وزير الدولة وعضو مجلس الوزراء عن حمد القاضي: «لسان حمد عف، وقلمه نزيه، وطالما رأيته يزيل شائبة بين متجادلين لجَّ بهما الحِجاج، وطالما رأيته ينعِّم خشونة متقاذفين، باسمٌ لا يريد أن يرى الابتسامة، لأنها بضاعته الرائجة وسلعته الرابحة».
- عبد المقصود خوجة صاحب الاثنينية الثقافية المشهورة في جُدة وصف القاضي بأنه «مفتون بالكلمة أينما كانت، لذلك يسعى إليها وتسعى إليه، فتعامل معها في الإذاعة والتلفزيون والأندية الأدبية، والصحف، وتأليف الكتب، وشكلت زهرة حياته، وريحانة عطره، وثمرة فكره».
- الدكتور محمد عبده يماني وزير الإعلام السابق ذكر أن القاضي «انتشل المجلة العربية من الأبراج العاجية فأنزلها إلى مستوى الناس وجعلها في متناول الناس وأقبل الناس عليها يقرؤونها ويكتبون فيها ويتناولونها».
- الدكتور إبراهيم العواجي الشاعر المعروف قال عن حمد القاضي: «كيف لي أن أصف صديقي حمد القاضي وهو كتلة من الأخلاق الحميدة تمشي لتزرع الحب والوئام والصفاء بين ثنايا الصخور وفوق كثبان الرمال».
- الكاتب محمد بن عبد الكريم العنيق علق على شخصية القاضي بقوله: «يملك كل مقوِّمات الأديب الأريب، إذا تحدث تمنيت ألا يسكت، وإذا سكت ناب سكوته عن كلامه، يغلِّف الحكمة بالطرفة لتبقى حية في الذهن، ربط العلم بالتجرِبة ليمنح القارئ أو السامع مزيجًا عجيبًا غير متكلَّف، قلمه سيَّال لو أرخى له العِنان».

## تكريمه
- حصل على العديد من الجوائز والأوسمة، وكان آخرها جائزة الأمير محمد بن فهد بن عبد العزيز لأعمال البِر، بناء على ترشيح عدد من المؤسسات الخيرية.[10]
- كرَّمه ملتقى الورَّاق، وأصدر عنه كتابًا بعنوان: فارس الثقافة والأخلاق حمد بن عبد الله القاضي.

## الملاحظات
1. ↑  كذا تاريخ ولادته في (قاموس الأدب والأدباء في المملكة العربية السعودية) الصادر عن دارة الملك عبد العزيز طبعة عام 2013م، 3/ 1345:  1369 هـ / 1948 م، وهذا التاريخ منسجم مع بقية الأحداث في سيرته منها: حصوله على الإجازة الجامعية بكالوريوس عام 1391هـ/ 1971م، وحصوله على الماجستير عام 1395هـ/ 1975م.
وهذا المصدر هو أوثق المصادر في سير الأدباء السعوديين. ومثله ما في كتاب (معجم الكتَّاب والمؤلفين في المملكة العربية السعودية) الطبعة 2 عام 1992م، ص123. والاختلاف وقع في سنة واحدة في التاريخ الهجري وأمره هيِّن.  أما كتاب (موسوعة الأدباء والكتَّاب السعوديين خلال مئة عام) لأحمد سعيد بن سِلم، الطبعة 2 عام 1999م، 3/ 311،
فجعل تاريخ ولادته: 1378هـ (وهذا يقابل 1959م)
ولكنه ذكر أنه حصل على شهادة البكالوريوس عام 1378هـ
أي في نفس عام ولادته، وهو خطأ بلا ريب! وأما في (الموقع الرسمي للأستاذ حمد القاضي)
فتاريخ ولادته: 1959م. وهذا التاريخ لا يستقيم مع تواريخ الأحداث الأُخرى في المصدرين الأولين؛
فبه سيكون الأستاذ حصل على البكالوريوس وعمره: 12 عامًا فقط!
وسيكون حصل على الماجستير من جامعة الأزهر في القاهرة وعمره: 16 عامًا فقط!
وقد اقتضى المنهج العلمي في التأريخ بيان ما وقع من اختلاف في المصادر، ليكون القارئ على بيِّنة.
2. ↑  هو من الطلاب المتخرجين في الدفعة الرابعة عشرة، عام 1390- 1391هـ/ 1970- 1971م، على ما ورد في كتاب "دليل خريجي كلية اللغة العربية" ص77، وقد تصحَّف اسمه فورد برسم (أحمد) بدل (حمد) فحلَّ برقم (3) في ترتيب أسماء الخريجين على حروف المعجم.

## وصلات خارجية
- الموقع الرسمي للكاتب حمد القاضي
- حسابه الرسمي على تويتر
- برنامج رحلة الكلمة  للاستاذ حمد القاضي على يوتيوب
- برنامج أديب وسيرة مع الاستاذ حمد القاضي على يوتيوب